# Kota Ueda
Kota Ueda (上田 康太 Ueda Kota?), född 9 maj 1986 i Tokyo prefektur, är en japansk fotbollsspelare.
Ueda började sin karriär 2005 i Júbilo Iwata. Han spelade 118 ligamatcher för klubben. Med Júbilo Iwata vann han japanska ligacupen 2010. 2011 flyttade han till Omiya Ardija. 2014 flyttade han till Fagiano Okayama. Han gick tillbaka till Júbilo Iwata 2015. 2018 flyttade han till Fagiano Okayama.